# Zafra exilis
Zafra exilis là một small loài của ốc biển, là động vật thân mềm chân bụng sống ở biển trong họ Columbellidae.

## Miêu tả
The shell size is 3.7 mm

## Phân bố
Chúng phân bố ở Biển Đỏ và as an loài di thực dọc theo quần đảo Canaria.